# Lebec
Lebec é uma Região censo-designada localizada no estado americano da Califórnia, no Condado de Kern.

## Geografia
De acordo com o United States Census Bureau Lebec é composta por uma área de 40,5 km², dos quais 40,5 km² cobertos por terra e 0,0 km² cobertos por água. Lebec localiza-se a aproximadamente 1 061 m acima do nível do mar.

### Localidades na vizinhança
O diagrama seguinte representa as localidades num raio de 40 km ao redor de Lebec.

## Demografia
Segundo o censo americano de 2000, a sua população era de 1 285 habitantes.

## Marco histórico
Lebec possui apenas uma entrada no Registro Nacional de Lugares Históricos, o Fort Tejon.